# Rhytiphora marmorata
Rhytiphora marmorata är en skalbaggsart som först beskrevs av Stefan von Breuning 1938.  Rhytiphora marmorata ingår i släktet Rhytiphora och familjen långhorningar. Inga underarter finns listade i Catalogue of Life.